# Comuna Bräcke
Bräcke (Bräcke kommun) este o comună din comitatul Jämtlands län, Suedia, cu o populație de 6.559 locuitori (2013).

## Geografie

### Zone urbane
Lista celor mai mari zone urbane din comună (anul 2015) conform Biroului Central de Statistică al Suediei:
| Nr | Zona urbană | Pop.  |
| -- | ----------- | ----- |
| 1  | Bräcke      | 1.559 |
| 2  | Gällö       | 757   |
| 3  | Kälarne     | 435   |
| 4  | Pilgrimstad | 402   |

## Demografie
| \| Evoluția demografică în comuna Bräcke, 1970–2015 \| Evoluția demografică în comuna Bräcke, 1970–2015 \| Evoluția demografică în comuna Bräcke, 1970–2015 \| Evoluția demografică în comuna Bräcke, 1970–2015 \| Evoluția demografică în comuna Bräcke, 1970–2015 \| \| ----------------------------------------------------------------------------------------------------- \| ------------------------------------------------ \| ------------------------------------------------ \| ------------------------------------------------ \| ------------------------------------------------ \| \| An \| \| \| Locuitori \| \| \| 1970 \| 1970 \| \| 9938 \| 9938 \| \| 1975 \| 1975 \| \| 9503 \| 9503 \| \| 1980 \| 1980 \| \| 9224 \| 9224 \| \| 1985 \| 1985 \| \| 8794 \| 8794 \| \| 1990 \| 1990 \| \| 8739 \| 8739 \| \| 1995 \| 1995 \| \| 8333 \| 8333 \| \| 2000 \| 2000 \| \| 7577 \| 7577 \| \| 2005 \| 2005 \| \| 7192 \| 7192 \| \| 2010 \| 2010 \| \| 6885 \| 6885 \| \| 2015 \| 2015 \| \| 6455 \| 6455 \| \| Sursa: SCB - Statistika Centralbyrån, Folkmängd efter region, civilstånd, ålder och kön. År 1968–2016 \| \| \| \| \| |      |  |           |      |
| Evoluția demografică în comuna Bräcke, 1970–2015 |      |  |           |      |
| An |      |  | Locuitori |      |
| 1970 | 1970 |  | 9938      | 9938 |
| 1975 | 1975 |  | 9503      | 9503 |
| 1980 | 1980 |  | 9224      | 9224 |
| 1985 | 1985 |  | 8794      | 8794 |
| 1990 | 1990 |  | 8739      | 8739 |
| 1995 | 1995 |  | 8333      | 8333 |
| 2000 | 2000 |  | 7577      | 7577 |
| 2005 | 2005 |  | 7192      | 7192 |
| 2010 | 2010 |  | 6885      | 6885 |
| 2015 | 2015 |  | 6455      | 6455 |
| Sursa: SCB - Statistika Centralbyrån, Folkmängd efter region, civilstånd, ålder och kön. År 1968–2016 |      |  |           |      |